# Shilin, Kunming
Shilin är ett autonomt härad för yi-folket som lyder under Kunmings stad på prefekturnivå i Yunnan-provinsen i sydvästra Kina.